# Пырей ковылелистный
Пыре́й ковылели́стный, или Пырей мелово́й (лат. Elytrīgia stipifōlia) — многолетнее травянистое растение; вид рода Пырей (Elytrigia) семейства Злаки (Poaceae).

## Ботаническое описание
Многолетнее травянистое растение, образующие более или менее густые дерновины без ползучих подземных побегов, реже с немногими и короткими ползучими подземными побегами.
Стебли 40—80 (до 100) см высотой. Листья вегетативных побегов щетиновидно свёрнутые, узкие, 2,5—3,5 (4) мм шириной, голые. Влагалища голые, гладкие, по краям реснитчатые.
Соцветие — сложный колос. Колосья около 10 (до 19) см длиной, рыхлые, прямые, неломкие. Колоски зелёные, крупные, с тремя — шестью цветками, расположены на оси колосьев по одному двумя продольными рядами, сидячие, 12—16 мм длиной. Колосковые чешуи ланцетные, кожистые, острые, нижние из них обычно 7—9 мм длиной, с пятью — семью жилками, на 1—2 мм короче прилежащей к ней нижней цветковой чешуи. Нижняя цветковая чешуя 6—8 (до 12) мм длиной, широколанцетная, туповатая, голая и гладкая, с пятью жилками.
Число хромосом 2n = 28.

## Распространение и местообитание
Общий ареал: Восточная Европа (восток Украины, Крым), Кавказ (Грузия, Азербайджан, Южная Армения). Россия — европейская часть: (Воронежская и Ростовская области), Северный Кавказ (Ставропольский край, КБР, Чеченская Республика, Дагестан).

## Образ жизни
Дерновинный многолетник, обитающий в разнотравно-типчаково-ковыльных и типчаково-ковыльных степях на чернозёмах, реже на обнажениях мела и известняка. Мезоксерофит, факультативный кальцефит. Ветро- и самоопыляющееся растение. Автохор. Размножается семенами. Зрелых зерновок образует мало. Цветёт в мае — июне, плодоносит в июле. Анемофил, баллистохор.

## Охранный статус

### В России
В России вид входит Красную книгу России и Красные книги субъектов Российской Федерации: Волгоградской, Воронежской и Ростовской областей, а также Краснодарского и Ставропольского краев, и республики Калмыкия. Растёт на территории нескольких особо охраняемых природных территорий России.

### На Украине
Входит в Красную книгу Украины и Луганской области, охраняется в Украинском степном (отделения «Хомутовская Степь», «Каменные Могилы») и Луганском (отделение «Стрельцовская Степь») природных заповедниках, НПП «Святые горы», ряде заказников и памятников природы.